# Charles-Eugène Galiber
Charles-Eugène Galiber (1824 - 1909) est un officier de marine et homme politique français. Il termine sa carrière avec le grade de vice-amiral et sera brièvement Ministre de la Marine et des Colonies.

## Biographie

### Entrée dans la marine
Né à Castres le 2 juillet 1824, Charles-Eugène Galiber est le fils de Pierre Auguste Galiber, capitaine de cavalerie, chevalier de la Légion d'honneur, et de Mélanie Huc. Il entre dans la Marine en 1840 à sa sortie de l'École navale. Il passe aspirant le 1er septembre 1842, avant d'être promu au grade d'enseigne de vaisseau le 1er novembre 1846. Le 1er janvier 1849, il est chargé de la 106e compagnie à bord du Jemmapes, vaisseau de 100 canons, au sein d'une escadre d'évolutions commandée par Adolphe La Guerre.
Lieutenant de vaisseau le 8 mars 1854, Galiber embarque à bord du Napoléon, au sein de l'escadre de Méditerranée et prend une part active aux opérations de Crimée. Il se distingue au siège de Sébastopol le 17 octobre 1854 et lors des incursions en mer d'Azov. À son retour, il est fait Chevalier de la Légion d'honneur.

### Galiber nommé capitaine
En 1860, il reçoit le commandement de l'aviso Tartare qui croise le long des côtes algériennes, puis du Phare en 1861-1862. Promu capitaine de frégate le 31 décembre 1862, il est commandant en second de L'Alexandre, qui croise au sein d'une escadre d'évolutions en 1863 et 1864.
Il commande le Curieux, au sein de la division des côtes occidentales d'Afrique, puis de la division du Brésil et de La Plata. Il est fait officier de la Légion d'honneur le 11 août 1865.
De juillet 1867 à septembre 1870, il exerce la fonction d'aide de camp auprès du ministre de la Marine, l'amiral Charles Rigault de Genouilly.
Capitaine de vaisseau le 22 mai 1869, il commande plusieurs vaisseaux dont les cuirassés Reine Blanche et Magenta, mais passe en conseil de guerre, en décembre 1875, à la suite de l'incendie accidentel du bâtiment en rade de Toulon. Acquitté, il commande par la suite le croiseur Laplace, et effectue trois campagnes en Terre-Neuve de 1876 à 1878.

### Contre-amiral et ministre
Ses qualités diplomatiques empêchent de nombreux incidents entre pêcheurs anglais et français. Il est nommé contre-amiral le 29 janvier 1879, puis commandant en chef de la Division volante et d'instruction, le 1er octobre de la même année.
En septembre 1883, il commande la Division navale de la mer des Indes sur la Naïade. Galiber commande un temps le détachement français à Madagascar et parvient à aplanir les difficultés avec la mission anglaise locale. Il devient membre du Conseil d'Amirauté à son retour en France.
Du 6 avril 1885 au 6 janvier 1886, il est Ministre de la Marine et des Colonies dans le premier gouvernement Henri Brisson.
Il est promu au grade de Vice-amiral le 9 mai 1885, un mois après son entrée au ministère. Il quitte le service actif en mai 1889, et est mis à la retraite le 2 juillet 1889. Il est fait Grand-croix de la Légion d'honneur, le 31 décembre 1897.
Il meurt finalement le 25 janvier 1909 à son domicile, au no 36, rue Vignon, dans le 9e arrondissement de Paris. Ses obsèques sont célébrées à l'église de la Madeleine, en présence de nombreux officiers, comme le duc Pierre d'Orléans, le vice-amiral Alfred Gervais, le vice-amiral Paul Dieulouard, le vice-amiral Charles Aubry de la Noé, et bien d'autres encore. Néanmoins, il ne reçoit pas les honneurs militaires selon sa volonté, avant que son corps ne soit rapatrié à Castres, et il est inhumé au cimetière Saint-Roch,.
Une rue à Castres, sa ville natale, porte le nom de rue Amiral Galiber en son honneur.